# Антиконзумеризам
Анти-конзумеризам је социополитичка идеологија која се супротставља конзумеризму, константном куповању и конзумирању материјалних добара. Антиконзумеризам се бави утицајем корпорација на друштво, са њиховим финансијским и економским циљевима, посебно из погледа заштите животне средине, социјалне стратификације и етике. Политички гледано анти-конзумеризам се преклапа са еколошким активизмом, антиглобализацијом и активизмом за права животиња ; штавише, концептуална варијација антиконзумеризма је постконзумеризам, начин живљења које је алтернатива конзумеризму.
Критика економског материјализма као дехуманизирајућег понашања штетног по планету Земљу и људско станиште, долази од религије и друштвеног активизма. Хришћански мислиоци тврде да се материјалистички конзумеризам долази између појединца и Бога, што је инхерентно неморално. Немачки историчар Освалд Шпенглер (1880–1936) рекао да је "живот у Америци искључиво економски по структури и без дубине". Тома Аквински је рекао да је "похлепа грех против Бога", у том смислу, Фрањо Асишки, Амон Хенаси и Мохатма Гандхи су тврдили да их је духовна инспирација водила ка једноставном животу .
Из секуларне перспективе, друштвени активизам указује на то да потрошачки материјализам подстиче криминал (који сам делоm потиче из сиромаштва), индустријско загађење и последичну погоршање животне средине.Папа Бенедикт XVI је прокоментарисао да филозофија материјализма не нуди никакав разлог за људско постојање; Слично томе, писац Жорж Дијамел је зааписао да је "амерички материјализам светионик медиокритета који ће превазићи француску цивилизацију ".
Анти-конзумеризам потиче од критике потрошње, почевши од Торстен Веблена, који је у књизи Теорија доколичарске класе (1899) указао да конзумеризам потиче из још из колевке цивилизације. Термин конзумеризам такође означава економску политику повезану са кејнзијанском економијом и уверење да би слободан избор потрошача требало да диктира економску структуру друштва.